# Yalu

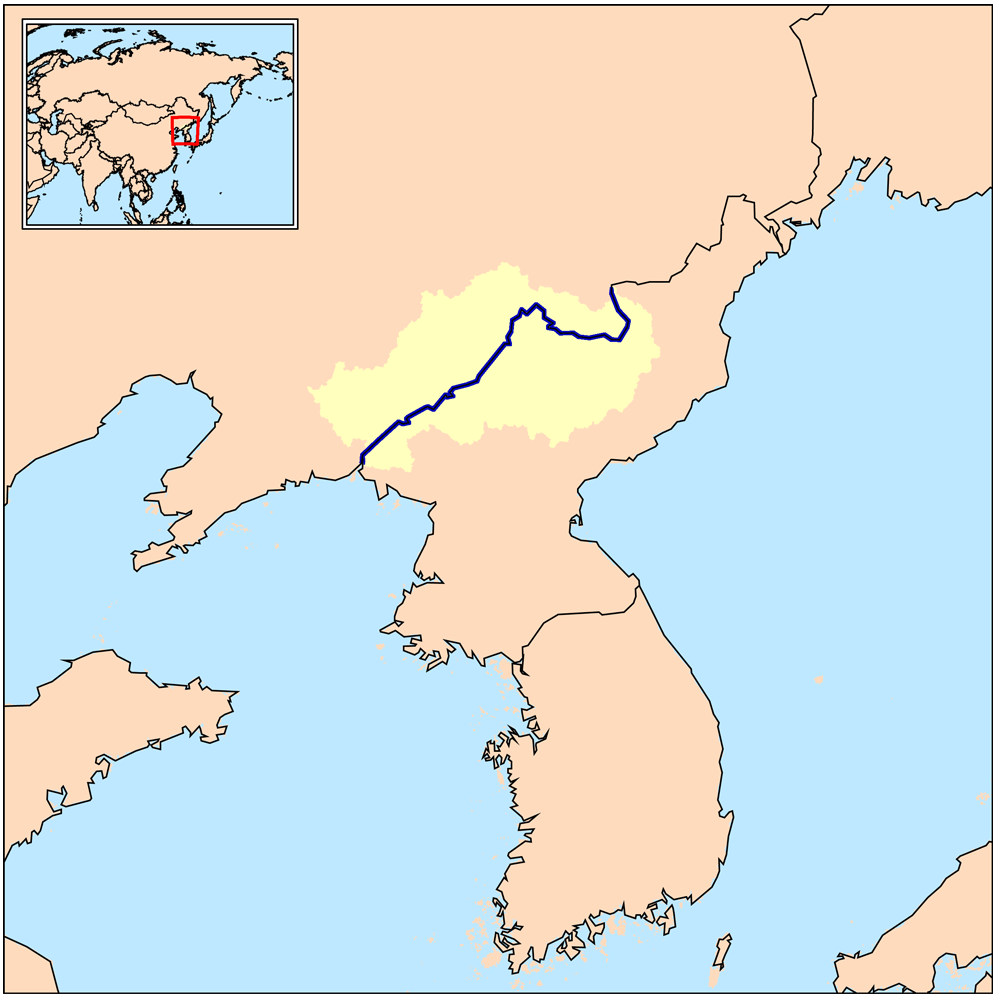
„Harta râului Yalu”

Yalu (în chineză: 鸭绿江, în coreeană Amrokgang) este un râu cu lungimea de 813 km, aflat la granița dintre China și Coreea de Nord. Izvorăște de la o altitudine de 2.500 m, lângă muntele Paektusan (2.744 m) din masivul Changbai.
De la izvor curge între orașele Dandong (China) și Sinŭiju (Coreea de Nord) și se varsă în Marea Galbenă. Pe parcurs primește apele afluenților mai importanți Changjin-gang, Hŏch'ŏn-gang și Tongro-Gang. În Sup'ung-Rodongjagu (水豊勞動者區), pe cursul râului Yalu, în amonte de Sinŭiju, se află lacul de acumulare Supung. Zidul barajului atinge 160 m în înălțime și are o lungime de peste 850 m, hidrocentrala producând curent pentru ambele țări vecine. Cursul inferior al râului Yalu este navigabil.
Prin prisma poziției strategice a regiunii de pe cursul râului Yalu, aici au avut loc mai multe bătălii din cadrul războaielor dintre Japonia și China (1894–1895) și dintre Rusia și Japonia (1904–1905). Singurul pod care n-a fost distrus în războiul coreean leagă azi orașele Sinŭiju și Dandong, el fiind denumit „Podul Prieteniei”.
1. 1 2 3  MSIe2/Ealu[*] Verificați valoarea |titlelink= (ajutor)